# Gândara dos Olivais
Gândara dos Olivais é um bairro da cidade de Leiria integrado na União de Freguesias de Marrazes e Barosa, concelho de Leiria, com uma área de 32,8 km2. À data dos últimos censos, a reforma administrativa nacional ainda não tinha sido realizada e a Gândara dos Olivais fazia apenas parte da freguesia de Marrazes, onde habitavam 22528 pessoas.
A Padroeira é Nossa Senhora dos Milagres. A imagem encontra-se numa Capela que, segundo inscrição na frontaria, foi fundada no ano de 1714. Os festejos em honra da Padroeira decorrem no final de Setembro.